# Massuria watari
Massuria watari is een spinnensoort in de taxonomische indeling van de krabspinnen (Thomisidae).
Het dier behoort tot het geslacht Massuria. De wetenschappelijke naam van de soort werd voor het eerst geldig gepubliceerd in 2002 door Hirotsugu Ono.